# Riddles and Stones
Riddles and Stones è un videogioco rompicapo pubblicato nel 1994 (o forse inizio 1995) per Commodore 64 dal piccolo produttore tedesco Renne Softworks. La vita commerciale del Commodore 64 era ormai al termine e il gioco era venduto solo per corrispondenza. Fu comunque apprezzato da diverse riviste di settore tedesche ed estere che ancora si occupavano di quel computer.

## Modalità di gioco
Il gioco si svolge su una griglia rettangolare di 9x7 caselle, che possono contenere ciascuna un simbolo colorato oppure un muro non oltrepassabile. Ai lati della griglia ci sono sei caselle esterne dalle quali si possono prelevare, una alla volta, un certo numero di pedine corrispondenti ai sei tipi di simboli esistenti. Con il joystick, tramite un cursore a forma di riquadro rosso, si può prelevare una pedina e quindi spostarla orizzontalmente o verticalmente sulla griglia. Quando si sposta una pedina, questa continua il movimento nella direzione scelta, senza fermarsi finché non incontra ostacolo, che può essere un muro, un'altra pedina o il bordo della griglia. Quando una pedina si ferma sopra una casella che ha lo stesso simbolo, premendo il pulsante la si può lasciare stabilmente in quella posizione. Quindi si può andare a prelevare un'altra pedina nuova, o anche riselezionare una pedina precedentemente lasciata sulla griglia. Per completare un livello è necessario collegare con una sequenza di pedine, lungo qualsiasi percorso, due frecce situate sul lato inferiore e superiore della griglia. C'è un limite di tempo per ogni livello.
Ci sono in tutto 100 livelli, con un sistema di password per accedere direttamente a tutti. Andando avanti nei livelli compaiono anche caselle vuote e vari tipi di caselle speciali, come strade a senso unico, ponti, teletrasporti, buche, jolly, bonus di punteggio. Sono presenti immagini di sfondo elaborate e musiche, che cambiano ogmi 10 livelli, mentre l'area di gioco vera e propria ha grafica semplice e costante, basata su simboli geometrici.
Sono disponibili due modalità multigiocatore, per un massimo di quattro giocatori che muovono a turno. Si possono affrontare gli stessi livelli del giocatore singolo, alternandosi ai comandi a intervalli di tempo fissi; i giocatori hanno un obiettivo comune, ma il punteggio è assegnato separatamente, solo a chi piazza l'ultima pedina del percorso. Oppure si può competere su livelli speciali appositi, che hanno coppie di frecce da collegare distinte per ogni giocatore; in questo caso ci si alterna a ogni pedina piazzata, che assume il colore del giocatore e potrà essere riselezionata solo da lui.
Il gioco include un editor di livelli integrato.